# Nunchaku-do

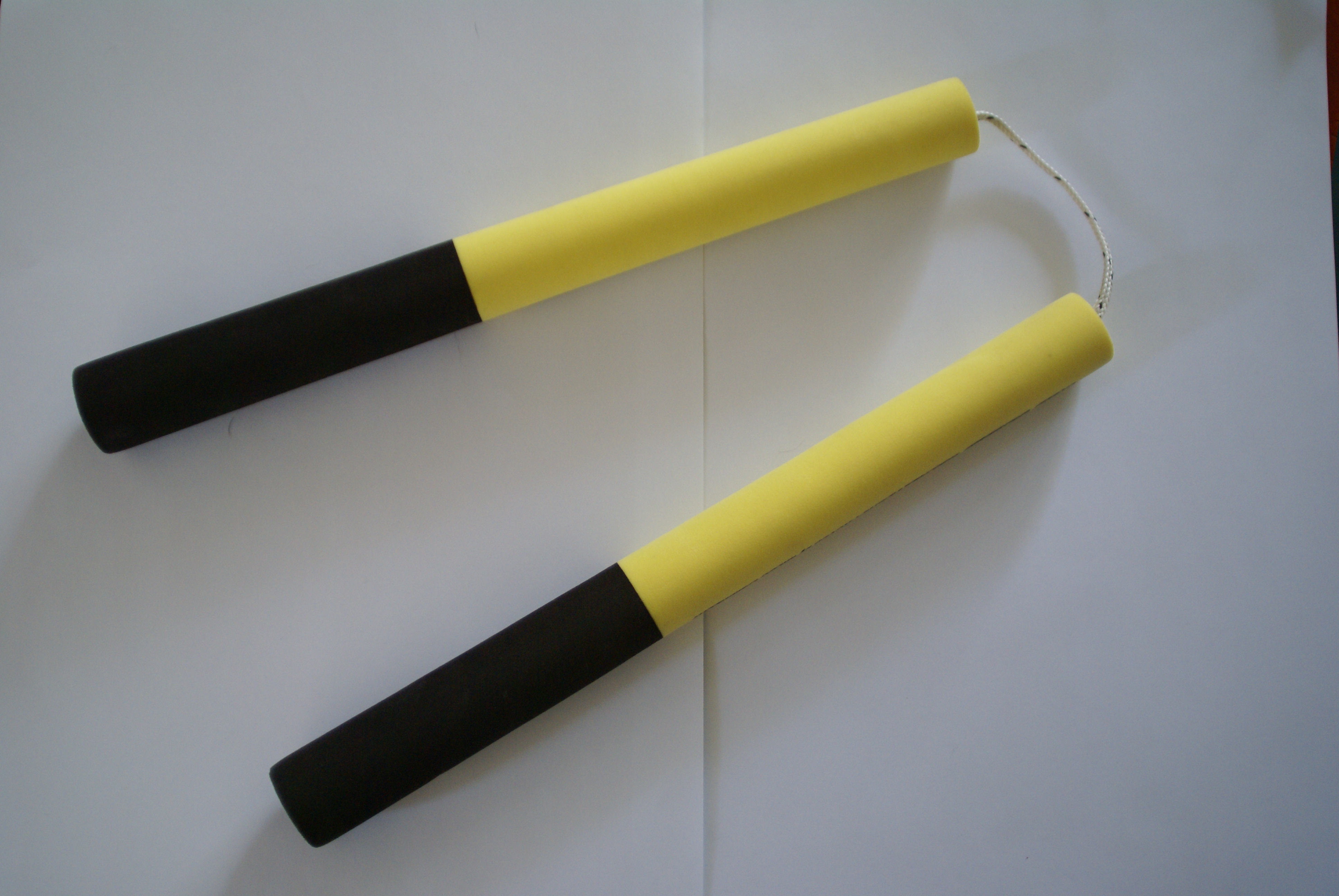
Schuimrubberen nunchaku

Nunchaku-do is een vechtsport met de nunchaku. Deze bestaat uit twee stokjes die met een touw of ketting verbonden zijn. Er zijn wereldwijd een aantal organisaties waarbij de nunchaku centraal staat. De World Nunchaku Association is wereldwijd de grootste organisatie met uitgeschreven lesstof t/m 5e dan. Om veiligheidsredenen en om de beoefenaar niet te verwonden tijdens training wordt binnen de W.N.A. alleen maar gebruik gemaakt van de safety nunchaku. Deze safety nunchaku is speciaal ontwikkeld om de sport op een veilige en respectvolle manier te beoefenen en kenmerkt zich door zijn geel/zwarte kleur, maar is voor promotiedoeleinden ook in andere kleuren beschikbaar. De sport telt vier onderdelen: de Kumite (een-tegen-eengevecht), Freestyle (showelement), de Kata (bepaalde serie technieken) en Jutsu (zelfverdediging).

## Graduatiesysteem
Nunchaku-do kent een duidelijk graduatiesysteem, bestaande uit de lagere kyu-graden, lopend van 6e tot en met 1e kyu, gevolgd door de hogere dan-graden, van 1e dan tot en met 8e dan. De graad van de nunchaku-ka wordt getoond door de kleur van de band.
| Graad  | Kleur  | Naam       |
| ------ | ------ | ---------- |
| 6e kyu | wit    | n.v.t.     |
| 5e kyu | geel   | n.v.t.     |
| 4e kyu | oranje | n.v.t.     |
| 3e kyu | groen  | n.v.t.     |
| 2e kyu | blauw  | n.v.t.     |
| 1e kyu | bruin  | n.v.t.     |
| 1e dan | zwart  | sho-dan    |
| 2e dan | zwart  | ni-dan     |
| 3e dan | zwart  | san-dan    |
| 4e dan | zwart  | yon-dan    |
| 5e dan | zwart  | go-dan     |
| 6e dan | zwart  | roku-dan   |
| 7e dan | zwart  | shichi-dan |
| 8e dan | zwart  | hachi-dan  |
Bij judo geeft de kleur van de band het niveau van de drager aan. Een beginner heeft een witte band, waarna geel, oranje, groen, blauw, bruin (de kyu-graden, die van hoog naar laag genummerd zijn). Daarna volgen de dan-graden. Ook kunnen er slippen op de band zitten, deze geven aan hoe ver iemand is voor de volgende band. Vanaf de zwarte band wordt er niet meer met slippen gewerkt. De zwarte band en hogere kan alleen behaald worden door middel van een zwarte-bandexamen dat wordt afgelegd buiten de eigen school. De kyu-graden worden vaak uitgegeven door de eigen leraar, maar een dan-graad kan alleen behaald worden met een examen van de Nationale (Dan)Graden Commissie (NGC).

## Kumite
Dit is het onderdeel waarbij men een een-tegen-eengevecht levert met de nunchaku. Het doel is niet om elkaar knock-out te slaan maar om de tegenstander op bepaalde plaatsen te raken met de juiste techniek. Men draagt een helm en een toque en punten maakt men door elkaar te raken; dat mag op alle plaatsen, behalve in het kruis en op de nek/hals. Het is wel toegestaan de tegenstander op het hoofd raken, aangezien men een helm opheeft. Voordat men probeert te scoren is het verplicht om twee overpakkingen te maken; dat wil zeggen dat men twee keer van hand moet wisselen. Hiervoor zijn verscheidene manieren, en geregeld worden er nieuwe uitgevonden. Variatie in de overpakkingen is nodig, anders wordt men bestraft met een half punt tegen, chui. Een chui wordt ook gegeven als men buiten de mat komt of te hard slaat.
De wedstrijden duren twee en een halve minuut of tot er iemand zes punten heeft. 
Eén punt heet een waza-ari, en krijgt men voor een bijna technisch volledig goed uitgevoerde score. 
Een ippon telt voor twee punten, men krijgt een ippon als men een technisch moeilijk uit te voeren techniek met succes uitvoert of:
- als men de ander ontwapent;
- als de ander zijn wapen laat vallen;
- als men een goede block-counter maakt.

### Puntentelling
Een chui is een straf, in de vorm van een half punt tegen. Men krijgt een chui voor:
- Te weinig variatie in de overpakkingen
- Te hard slaan
- Twee keer buiten de wedstrijdruimte komen

Bij een tweede fout krijgt men keikoku, een waza-ari tegen. Bij een derde fout volgt een keikoku 2, een ippon tegen. Een vierde fout betekent diskwalificatie.

### De Block-Counter
Een aanval wordt niet altijd beloond met een waza-ari, de slag kan te hard zijn, worden ontweken of worden geblockt. Bij een block neem je de twee uiteinden van de nunchaku vast en probeert men de aanval van de andere af te weren. Bij een succesvolle block mag men onmiddellijk counteren en een nieuwe aanval inzetten. Hiervoor zijn geen twee overpakkingen noodzakelijk, als men de counter binnen de seconde maakt. Bij een succesvolle block-counter wordt een ippon gegeven.

## Freestyle
Een freestyle duurt tussen de anderhalve en drie minuten, waarbij men niet gebonden is aan een te volgen serie technieken. Het gaat vooral om zo veel mogelijk 'show' te geven door de technieken met de nunchaku's perfect te beheersen. De jury velt haar oordeel op basis van de snelheid, het ritme, gebruik van twee nunchaku's en andere elementen.

## Kata
Kata's zijn techniekseries die in een precieze volgorde achter elkaar moeten worden afgewikkeld. Het gaat er om dat je de overpakkingen mooi en correct uitvoert, dat je de nunchaku niet laat vallen en dat je het op een goede snelheid doet. De jury geeft hiervoor een beoordeling.

## Nunchaku-jutsu
Nunchaku-jutsu is de zelfverdedigingskunst met de nunchaku, en concentreert zich op het meer realistisch gebruik van de nunchaku. Men leert zichzelf verdedigen met de nunchaku tegen stoten en trappen, en tegen aanvallen met wapens zoals messen, stokken en zwaarden. Deze stijl is ontworpen door mensen met jiu-jitsu-achtergrond.